# Kingsley Ben-Adir
Kingsley Ben-Adir est un acteur britannique né le 28 février 1986 à Gospel Oak, Londres (Royaume-Uni).

## Biographie
De mère trinidadienne et de père anglais, il étudie le théâtre à la Guildhall School of Music and Drama. Contrairement à ce qu'il a pu être pensé plusieurs fois, le père de Kingsley Ben-Adir n'est pas marocain.
Il joue dans plusieurs pièces dans des théâtres londoniens, entre autres God's Property à Soho en 2013, et We Are Proud to present… au Bush Theatre en 2014.
Il se fait connaître à la télévision en prenant le rôle du nouveau médecin légiste dans la série Les Enquêtes de Vera en 2014.
En 2024, il incarne le chanteur Bob Marley au cinéma dans Bob Marley: One Love.

## Filmographie

### Cinéma
- 2017 : Le Roi Arthur : La Légende d'Excalibur : Tristan
- 2017 : À ceux qui nous ont offensés : Sampson
- 2018 : The Passenger : l'agent Garcia
- 2019 : Noelle : Jake Hapman
- 2020 : One Night in Miami de Regina King : Malcolm X
- 2023 : Barbie de Greta Gerwig : un Ken
- 2024 : Bob Marley: One Love de Reinaldo Marcus Green : Bob Marley

### Télévision
- 2013 : Miss Marple (saison 6, épisode 1) : Errol
- 2014 : Les Enquêtes de Vera : Docteur Marcus Summer
- 2017 : Meurtres au paradis : Irie Johnson
- 2017 : Diana and I (téléfilm)
- 2017 : Peaky Blinders : colonel Ben Younger
- 2019 : The OA : Karim Washington
- 2020 : High Fidelity : Russell « Mac » McCormack
- 2020 : Love Life : Grant
- 2020 : Soulmates (en) : Franklin
- 2020 : The Comey Rule (mini-série) : Barack Obama
- 2023 : Secret Invasion : Gravik